# Der magische Gürtel

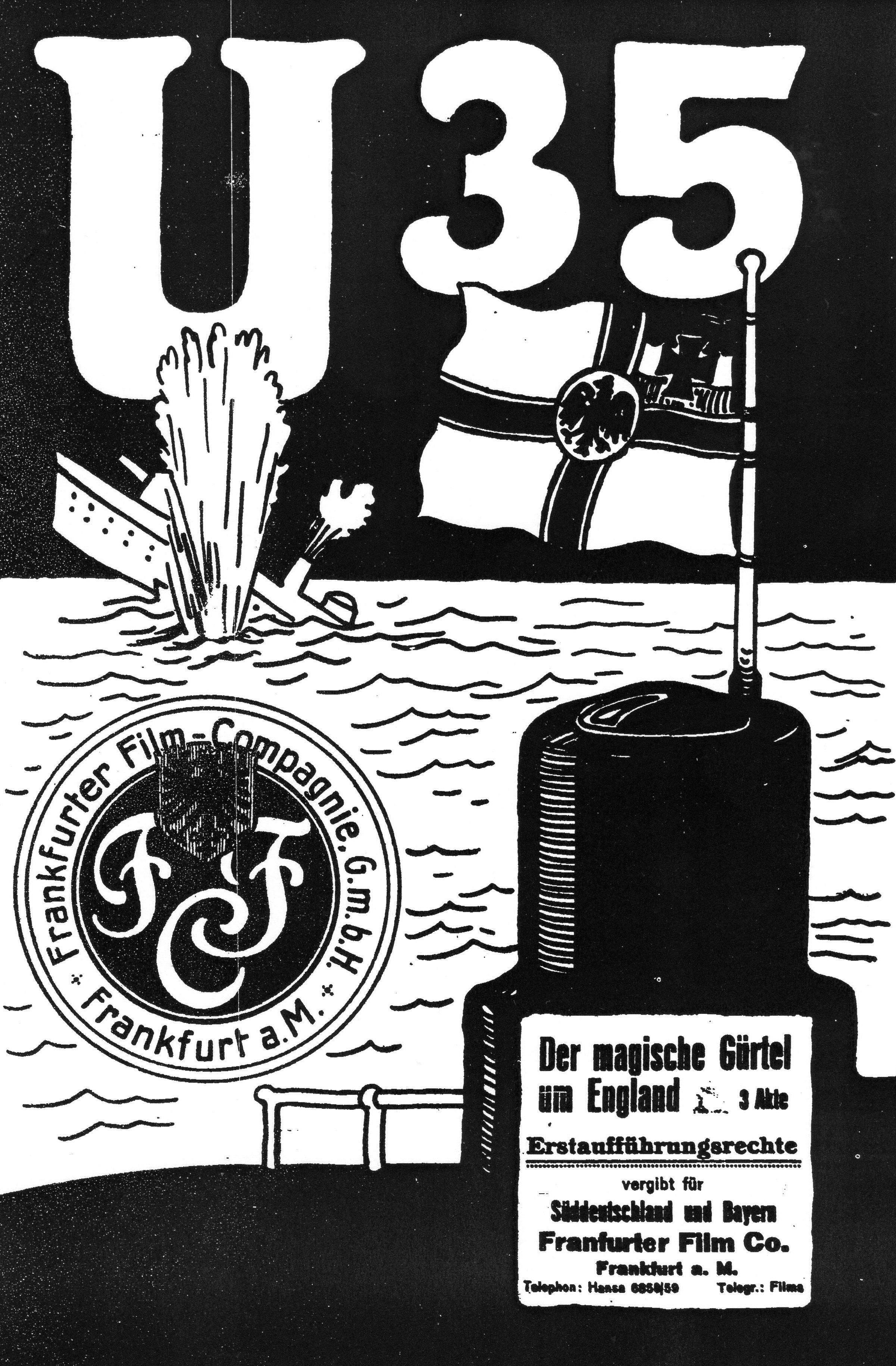
Werbeanzeige für den Dokumentarfilm Der magische Gürtel. Quelle: "Der Film", 1917, Nummer 45, S. 43

Der magische Gürtel ist ein deutscher Dokumentarfilm, der zu propagandistischen Zwecken vom Bild- und Filmamt BUFA im Frühjahr 1917 im Mittelmeer an Bord von U 35 gedreht wurde. Seine spektakulären Aufnahmen von Schiffsuntergängen, vor allem des britischen Dampfers Parkgate oder des britischen Schoners Miss Morris werden bis in die Gegenwart (2013) in Dokumentationen gezeigt.

## Inhalt
Das U-Boot U-35 unter Kapitänleutnant Lothar von Arnauld de la Perière bringt nach seiner Ausreise aus dem österreichisch-ungarischen Kriegshafen Pola im Frühjahr 1917 neutrale und feindliche Handelsschiffe auf. Während der Kommandant die neutralen Schiffe nach einer negativen Überprüfung auf Konterbande wieder entlässt, werden die feindlichen Schiffe nach Ausbooten der Besatzung entweder mit Sprengpatronen gesprengt oder durch Torpedoschüsse bzw. Artilleriefeuer versenkt.

## Historischer Kontext, Produktion, Überlieferung
Aufgrund der internationalen Proteste gegen den uneingeschränkten U-Boot-Krieg beabsichtigte das BUFA mit der Produktion eines Films über den U-Boot-Krieg nach Prisenordnung die deutsche Position propagandistisch zu stärken. Unklar ist, wer die Aufnahmen drehte.
Das Filmmaterial wurde im Sommer 1917 montiert und kam dann in den Verleih. Der Film erreichte nicht ansatzweise den Erfolg von Graf Dohna und seine Möwe, der kurz zuvor mit Unterstützung des BUFA an Bord des Hilfskreuzers Möve im Atlantik gedreht worden war.
Der magische Gürtel wurde nach dem Ersten Weltkrieg in gekürzten Fassungen mit veränderten Zwischentiteln auch in Frankreich, Großbritannien und den USA aufgeführt. In Deutschland erschien 1921 eine gekürzte Fassung unter dem Titel Auf einer Fernfahrt mit U 35. In den 1920er Jahren wurden Sequenzen oder auch nur Szenen oder Einstellungen des Films wahllos mit anderem Material für neue Filme montiert.
Die Originalkopie wurde erst 1965 aus einem beschlagnahmten Bestand von den USA an die Bundesrepublik Deutschland zurückgegeben und befand sich in einem schlechten technischen Zustand. 2000 erschien eine vom Imperial War Museum in Zusammenarbeit mit dem Bundesarchiv-Filmarchiv restaurierte Fassung auf DVD.
1980 wurde der Film von dem Zeithistoriker Walther Hubatsch und seinen Mitarbeitern analysiert und der Handlungsablauf mit dem Kriegstagebuch von U 35 abgeglichen. Dabei stellte sich heraus, dass die montierten Aufnahmen nicht immer exakt mit Eintragungen im KTB korrespondierten und einige Szenen offenbar arrangiert waren.